# Crudia curtisii
Crudia curtisii é uma espécie de legume da família Fabaceae.
Apenas pode ser encontrada na Malásia.
Esta espécie está ameaçada por perda de habitat.